# Campeonato Mundial de Tiro al Plato de 2022
El XXXIX Campeonato Mundial de Tiro al Plato se celebró en Osijek (Croacia) entre el 20 de septiembre y el 11 de octubre de 2022 bajo la organización de la Federación Internacional de Tiro Deportivo (ISSF) y la Federación Croata de Tiro Deportivo.
Las competiciones se realizaron en el Campo de Tiro Pampas de la ciudad croata. 

## Resultados

### Masculino
| Evento          | Oro                                 | Plata                             | Bronce                           |
| --------------- | ----------------------------------- | --------------------------------- | -------------------------------- |
| Foso (28.09)    | Derrick Mein Estados Unidos 33 pts. | Nathan Hales Reino Unido 31 pts.  | Yang Kun-Pi China Taipéi 23 pts. |
| Foso (equipos)  | Reino Unido                         | República Checa                   | Italia                           |
| Skeet (09.10)   | Azmy Mehelba · Egipto · 40          | Vincent Hancock Estados Unidos 35 | Rashid Al-Athba Catar 28         |
| Skeet (equipos) | Italia                              | Estados Unidos                    | República Checa                  |

### Femenino
| Evento          | Oro                              | Plata                            | Bronce                                          |
| --------------- | -------------------------------- | -------------------------------- | ----------------------------------------------- |
| Foso (28.09)    | Carole Cormenier Francia 31 pts. | Fátima Gálvez · España · 29 pts. | Zuzana Rehák-Štefečeková · Eslovaquia · 20 pts. |
| Foso (equipos)  | Italia                           | Finlandia                        | Australia                                       |
| Skeet (09.10)   | Diana Bacosi · Italia · 37       | Amber Hill Reino Unido 31        | Samantha Simonton Estados Unidos 24             |
| Skeet (equipos) | Estados Unidos                   | Italia                           | China                                           |

### Mixto
| Evento                   | Oro                                         | Plata                                     | Bronce                                                                                        |
| ------------------------ | ------------------------------------------- | ----------------------------------------- | --------------------------------------------------------------------------------------------- |
| Foso por equipos (29.09) | Italia · Mauro De Filippis · Giulia Grassia | Reino Unido Nathan Hales Lucy Hall        | Australia James Willett Laetisha Scanlan Eslovenia Boštjan Maček Jasmina Maček                |
| Skeet (10.10)            | Reino Unido Ben Llewellin Amber Hill        | Italia · Gabriele Rossetti · Diana Bacosi | Francia · Nicolas Lejeune · Lucie Anastassiou · Kazajistán · Eduard Yeshchenko · Asem Orynbai |

## Medallero
| Núm. | País            | Oro | Plata | Bronce | Total |
| ---- | --------------- | --- | ----- | ------ | ----- |
| 1    | Italia          | 4   | 2     | 1      | 7     |
| 2    | Reino Unido     | 2   | 3     | 0      | 5     |
| 3    | Estados Unidos  | 2   | 2     | 1      | 5     |
| 4    | Francia         | 1   | 0     | 1      | 2     |
| 5    | Egipto          | 1   | 0     | 0      | 1     |
| 6    | República Checa | 0   | 1     | 1      | 2     |
| 7    | España          | 0   | 1     | 0      | 1     |
| 7    | Finlandia       | 0   | 1     | 0      | 1     |
| 9    | Australia       | 0   | 0     | 2      | 2     |
| 10   | Catar           | 0   | 0     | 1      | 1     |
| 10   | China           | 0   | 0     | 1      | 1     |
| 10   | China Taipéi    | 0   | 0     | 1      | 1     |
| 10   | Eslovaquia      | 0   | 0     | 1      | 1     |
| 10   | Eslovenia       | 0   | 0     | 1      | 1     |
| 10   | Kazajistán      | 0   | 0     | 1      | 1     |
|      | TOTAL           | 10  | 10    | 12     | 32    |